# Serratifusus
Serratifusus is een geslacht van weekdieren uit de klasse van de Gastropoda (slakken).

## Soorten
- Serratifusus excelens Fraussen & Hadorn, 2003
- Serratifusus harasewychi Fraussen & Hadorn, 2003
- Serratifusus lineatus Harasewych, 1991
- Serratifusus sitanius Fraussen & Hadorn, 2003
- Serratifusus virginiae Harasewych, 1991